# 西灣河碼頭

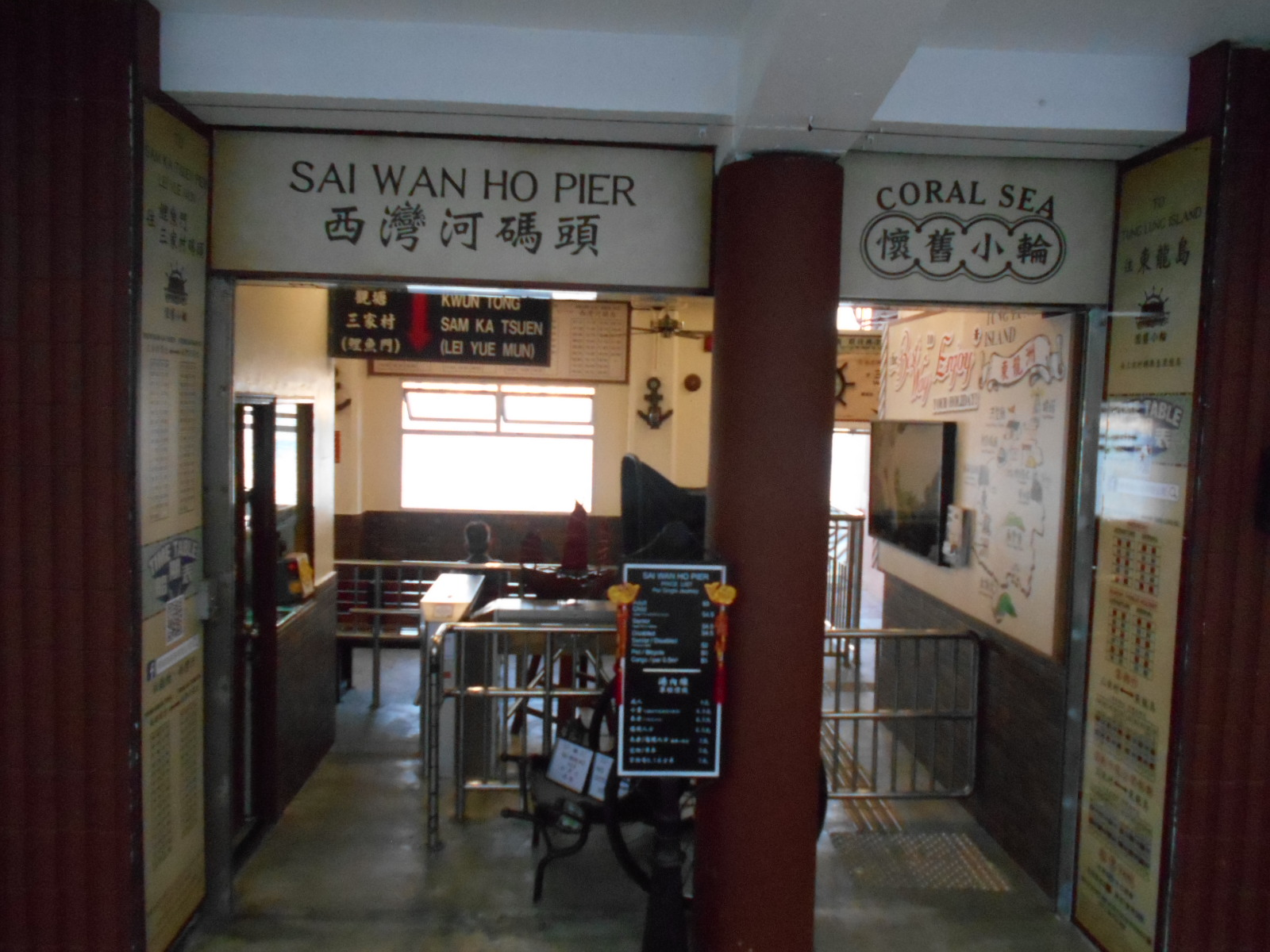
翻新後的碼頭入口，以昔日香港漁民生活面貌作為主題（2017年1月）

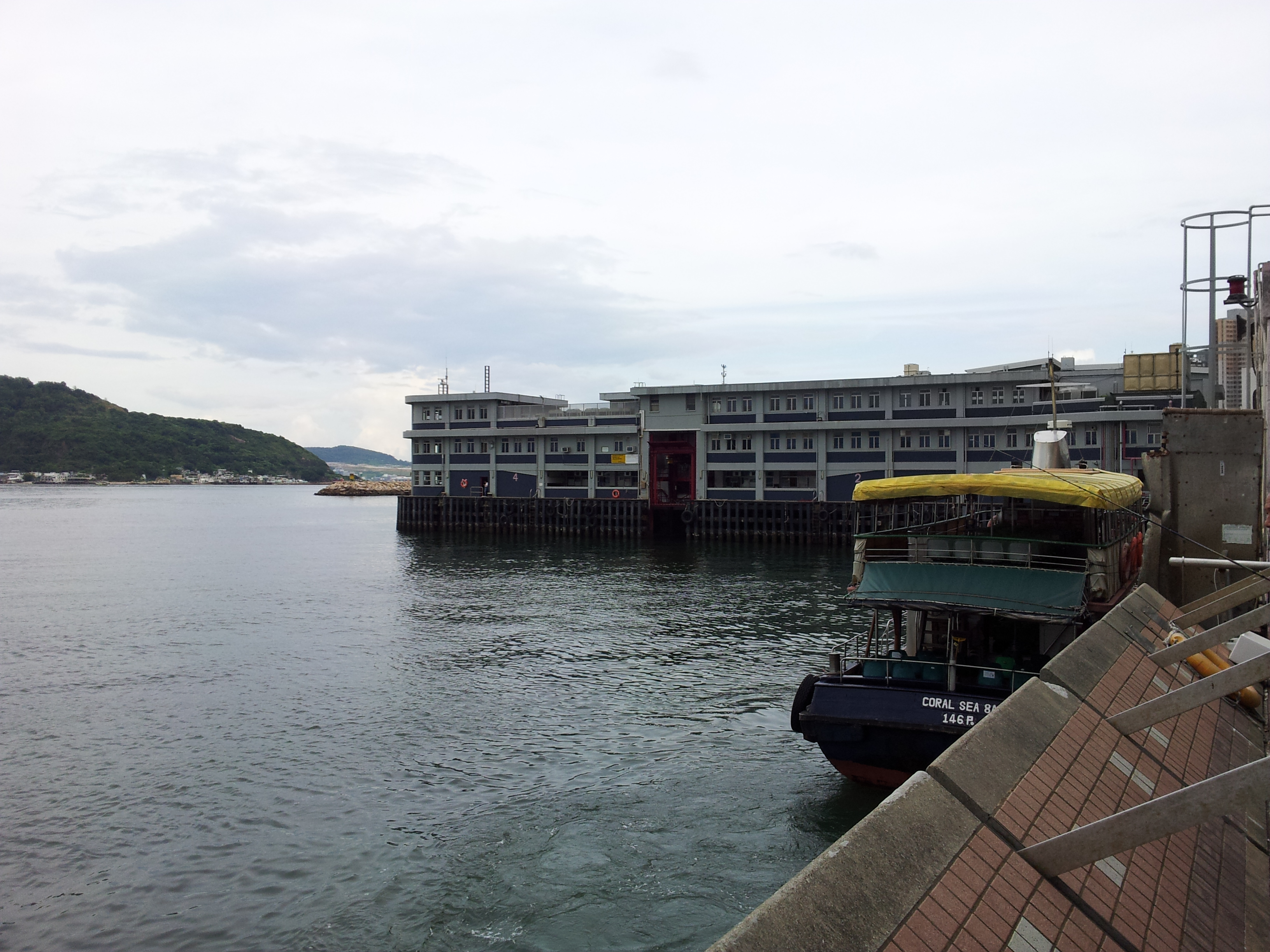
前方停船處為新碼頭，後方舊碼頭已改建為水警基地

西灣河碼頭，全稱西灣河渡輪碼頭（英語：Sai Wan Ho Ferry Pier），位於香港西灣河鯉景灣，鄰近嘉亨灣及蘇豪東。碼頭現時設有兩條公共渡海航線，分別往返觀塘及鯉魚門三家村，均由珊瑚海船務經營。

## 歷史
西灣河碼頭原為3層的碼頭建築物，可容納油蔴地小輪的大型3層渡輪停靠，於1981年啟用。由於東區海底隧道通車，乘船渡海者大減；於1990年代初期，該碼頭東翼改建為水警總區總部，西翼則改建為「水警港口分區總部暨水警港口警署」，而碼頭旁的巴士總站則改建為大型住宅嘉亨灣。現在的西灣河碼頭只是一個設在舊碼頭旁的單層小型簡易碼頭，只能容納中型街渡停靠；過去還有往返調景嶺的航線，現已停辦。
2016年9月，珊瑚海船務負責人李觀帶先生把公司轉售給鄭靜華女士，把西灣河碼頭內部進行大規模翻新，同年11月翻新完成。

## 圖集

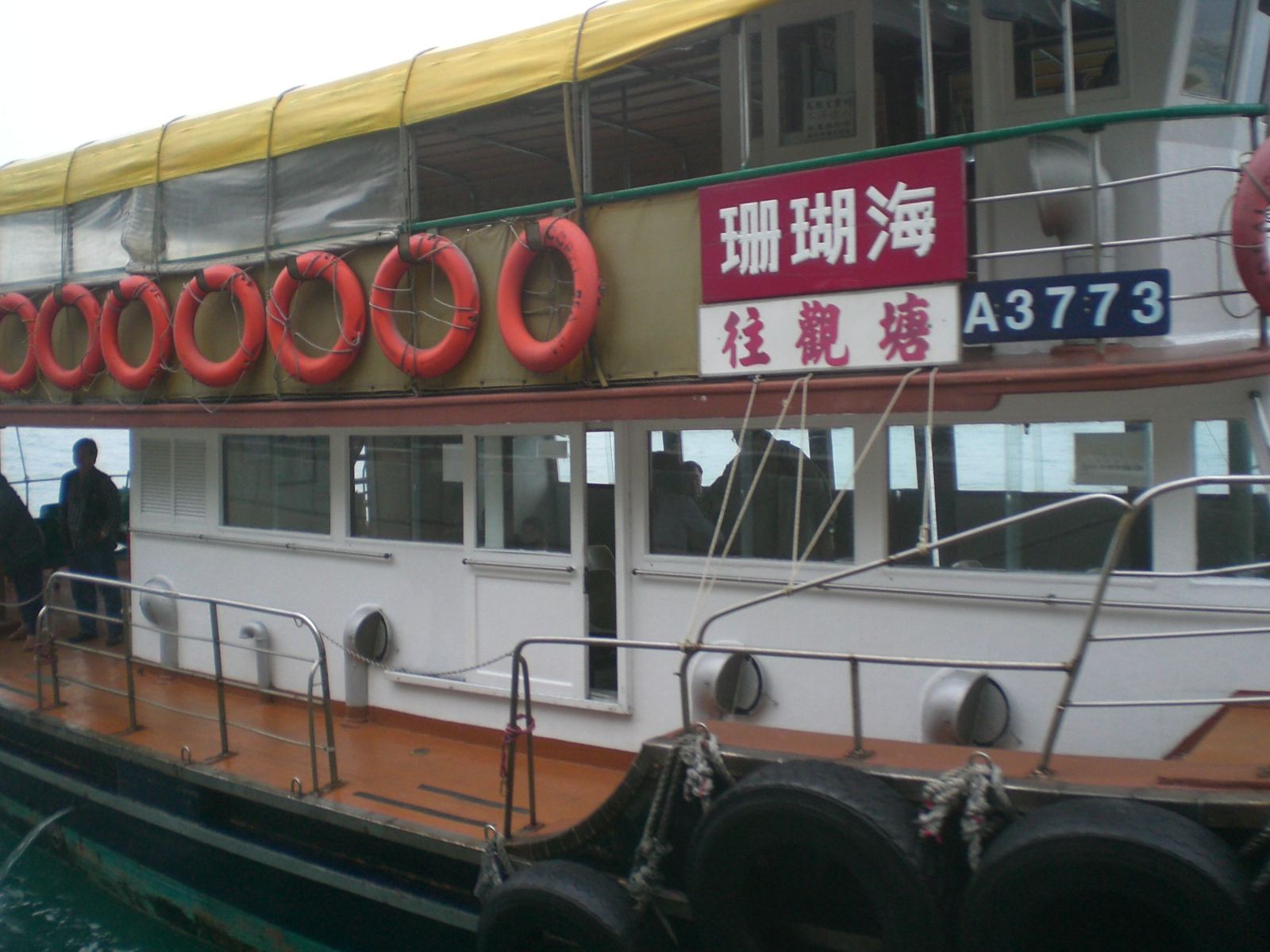
碼頭經營商是珊瑚海船務
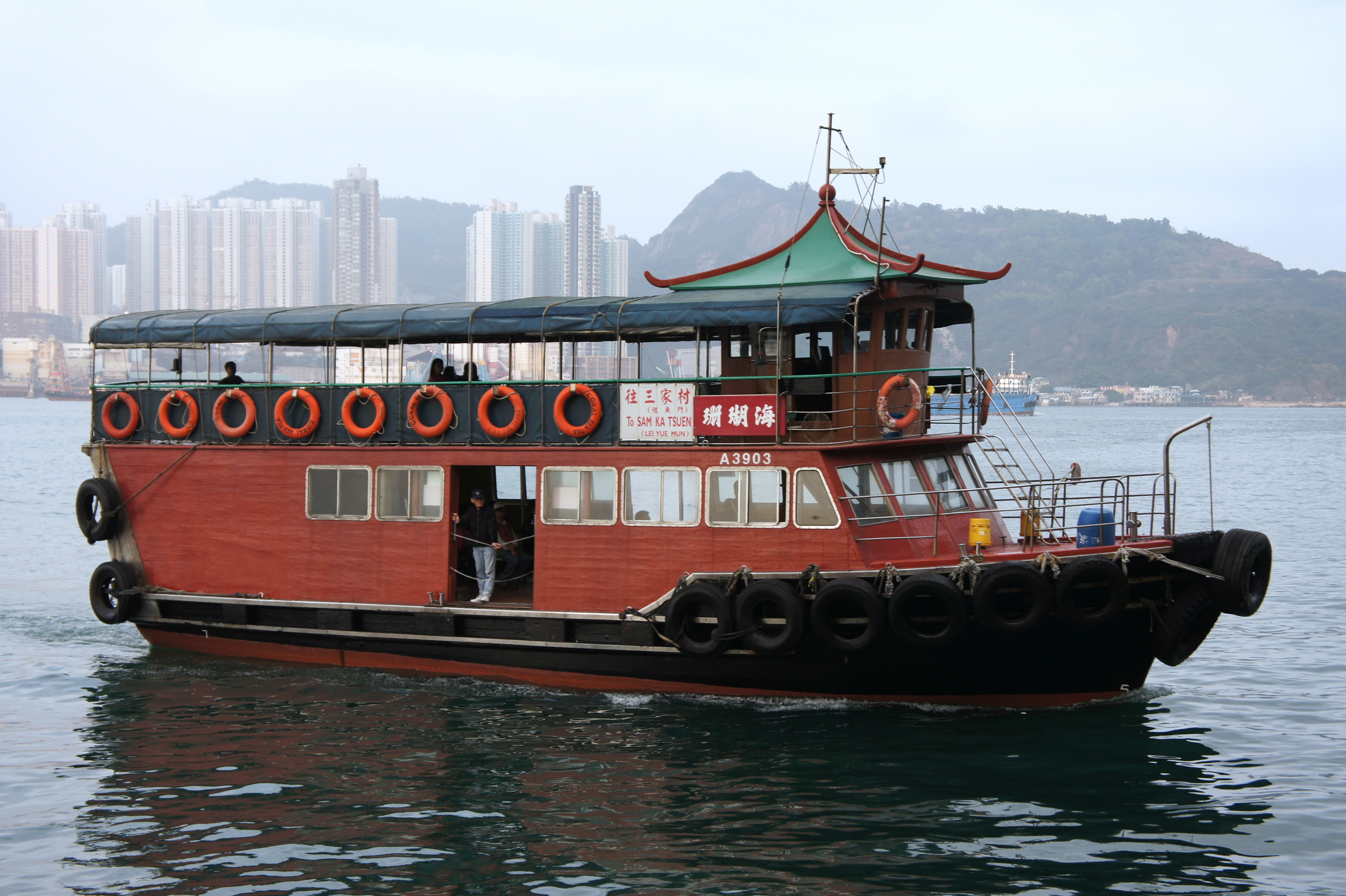
往返鯉魚門三家村的珊瑚海小輪駛近碼頭
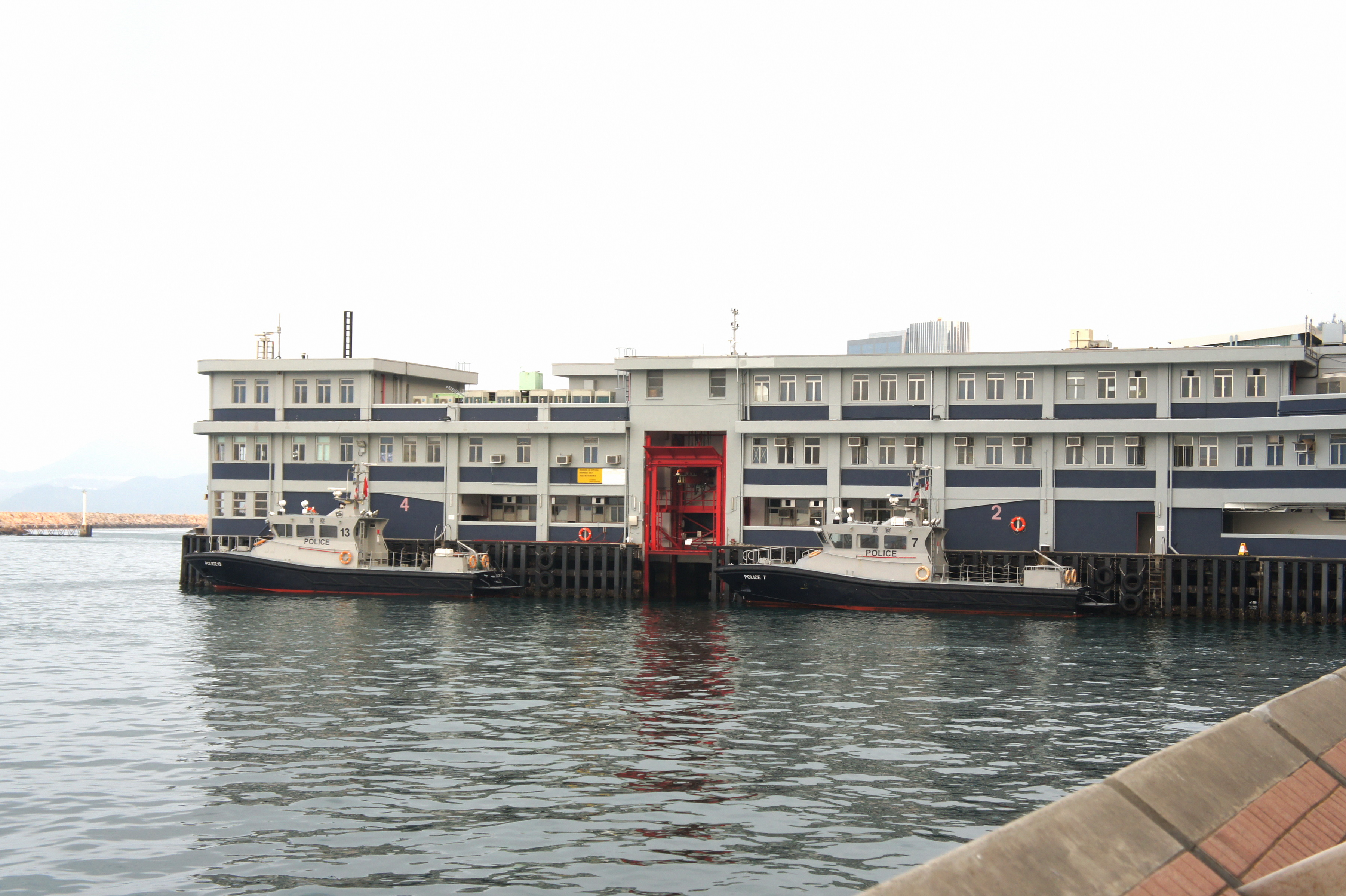
水警港口分區總部暨水警港口警署（原西灣河碼頭西翼）
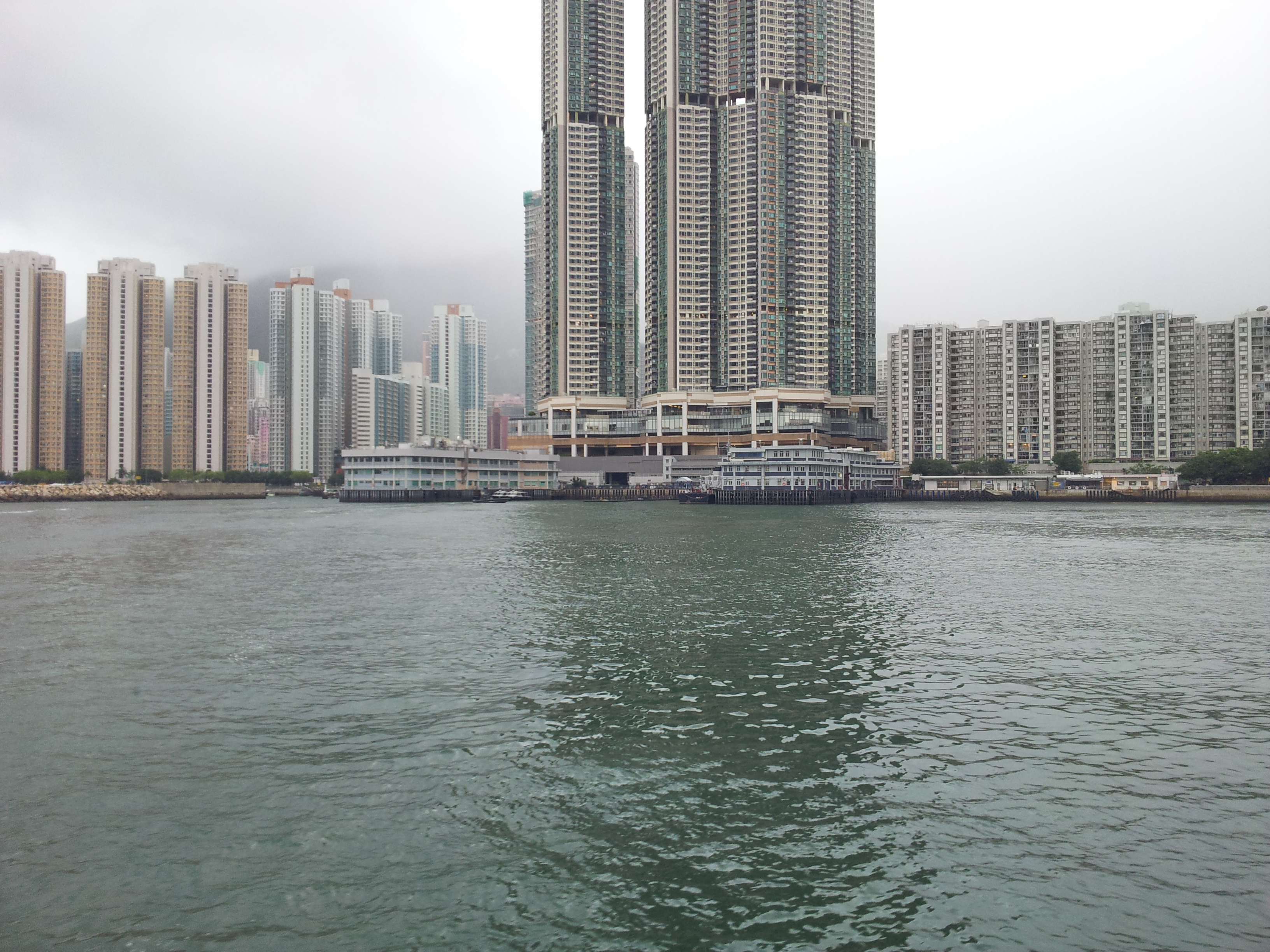
海上觀看西灣河碼頭，新碼頭在右方

## 鄰近
- 水警總區總部
- 嘉亨灣
- 逸濤灣
- 港島東體育館

## 外部參考
- 運輸署: 西灣河小輪碼頭的持牌渡輪 - 珊瑚海船務有限公司 （页面存档备份，存于）